# Chantal Cauquil
Chantal Cauquil (ur. 3 lipca 1949 w Montauban) – francuska polityk, w latach 1999–2004 eurodeputowana.

## Życiorys
Pracowała jako redaktorka i urzędniczka ds. komunikacji w branży ubezpieczeniowej. Zaangażowała się w działalność trockistowskiej Walki Robotniczej, weszła w skład jej władz centralnych. W wyborach w 1999 z listy LO i LCR uzyskała mandat posłanki do Parlamentu Europejskiego V kadencji. Należała do grupy Zjednoczonej Lewicy Europejskiej i Nordyckiej Zielonej Lewicy, pracowała w Komisji Budżetowej. W PE zasiadała do 2004.